# Dvojno povečana prisekana kocka
| Dvojno povečana prisekana kocka | Dvojno povečana prisekana kocka             |
| ------------------------------- | ------------------------------------------- |
|                                 |                                             |
| Vrsta                           | Johnsonovo telo J66-J67-J68                 |
| Stranske ploskve                | 2x8 trikotnikov 2+8 kvadratov 4 osemkotniki |
| Oglišča                         | 32                                          |
| Robovi                          | 60                                          |
| Konfiguracija oglišča           | 8(3.82) 8(3.44) 16(3.4.3.8)                 |
| Grupa simetrije                 | D4h                                         |
| Dualni polieder                 | -                                           |
| Lastnosti                       | konveksna                                   |
| Slika oglišč                    |                                             |

Dvojno povečana prisekana kocka je eno izmed Johnsonovih teles (J67). Njeno ime kaže, da jo dobimo z dodajanjem dveh kvadratnih kupol na vzporedne osemkotne stranske ploskve prisekane kocke.